# Garstedt
Garstedt ist eine Gemeinde in der Samtgemeinde Salzhausen im Landkreis Harburg, Niedersachsen (Deutschland).

## Geografie

### Lage
Die Gemeinde Garstedt liegt in der Hohen Geest am Rand der Lüneburger Heide, zwischen Winsen/Luhe und Salzhausen, ca. 30 km südlich der Stadtgrenze von Hamburg. Die Luhe verläuft östlich des Ortes.

### Gemeindegliederung
Zur Gemeinde Garstedt gehört der Ort Garstedt und der Ortsteil Neu Garstedt.

## Geschichte
1252 wurde Garstedt erstmals urkundlich erwähnt.

### Einwohnerentwicklung
(nur Hauptwohnsitz)
| 31. Dez. 1976 | 933   |
| 30. Juni 1999 | 1.315 |
| 31. Dez. 2002 | 1.335 |
| 31. Dez. 2003 | 1.487 |
| 31. Dez. 2004 | 1.523 |
| 31. Dez. 2008 | 1.461 |
| 31. Dez. 2015 | 1.447 |

### Erklärung des Ortsnamens
Alte Bezeichnungen des Ortes sind 1296 Gherstede, 1316 Gerstedhe, 1317 Gerstede, 1321 Gherstede und 1330–52 Gherstede.
Im Grundwort des Ortsnamens liegt zweifellos das niederdeutsche „-sted(e)“ für „Stätte, Siedlungsstelle“ vor. Im ersten Teil ist „Ger-“ zu sehen, das noch heute als Gehrung bekannt ist und vom mittelhochdeutschen „gêre“ für „langgezogenes dreieckiges Stück“, althochdeutschen „gêro“ für „Meerzunge, Seebucht“ und mittelniederdeutschen „gêre“ abgeleitet wird. „Gêre“ ist überall in Norddeutschland als Flurname bezeugt.

## Politik

### Gemeinderat
- UWGarstedt: 2 Sitze
- SPD: 6 Sitze
- CDU: 3 Sitze

Stand: Kommunalwahlen in Niedersachsen 2016

### Bürgermeister
Aktuelle Bürgermeisterin der Gemeinde ist Christa Beyer (SPD).

## Kultur und Sehenswürdigkeiten
Das Garstedter Schützenfest findet alljährlich in der letzten Juniwoche statt. Offizielle Könige des Schützenvereines sind der Schützenkönig, die Damenkönigin, der Jugendkönig und der Schülerkönig. 

## Infrastruktur
Die örtliche Grundversorgung ist in Wulfsen gewährleistet. Weitere Einrichtungen der Nahversorgung bestehen im 6 km entfernten Salzhausen mit weiterführenden Schulformen (Hauptschule, Realschule und Gymnasium). Garstedt verfügt über einen Kindergarten, eine Kinderkrippe und eine Grundschule.
Die Städte Winsen (Luhe) (~10 km), Lüneburg (~20 km) und Hamburg (~40 km) sind auf Straßen erreichbar. Des Weiteren sind Großstädte wie Bremen oder die niedersächsische Landeshauptstadt Hannover über Autobahnen in knapp eineinhalb Stunden erreichbar. Mithilfe Öffentlicher Verkehrsmittel durch Buslinien sind weitere Orte im Nahbereich erreichbar.
Zudem liegt Garstedt an der Bahnstrecke Winsen–Hützel, die vorwiegend im Güterverkehr befahren wird.